# Basketball-Europameisterschaft der Damen 1976
Die Basketball-Europameisterschaft der Damen 1976 (offiziell: EuroBasket Women 1976) war die 15. Austragung des Wettbewerbs. Das Turnier fand vom 20. bis zum 19. Mai 1976 in Frankreich statt. Die Partien wurden in den vier Städten Clermont-Ferrand, Le Mont-Dore, Moulins und Vichy in der Auvergne-Region ausgetragen.

## Erste Gruppenphase
In der ersten Gruppenphase spielten jeweils vier Mannschaften in drei Gruppen gegeneinander. Der Sieger eines Spiels erhielt zwei Punkte, der Verlierer einen Punkt. Stand ein Spiel am Ende der regulären Spielzeit unentschieden, so erfolgte eine Verlängerung.

### Gruppe A
| Platz | Team        | Sp. | S | N | Korbpunkte | Diff. | Punkte |
| ----- | ----------- | --- | - | - | ---------- | ----- | ------ |
| 1.    | Sowjetunion | 3   | 3 | 0 | 364:167    | +191  | 6      |
| 2.    | Jugoslawien | 3   | 2 | 1 | 227:251    | −24   | 5      |
| 3.    | Rumänien    | 3   | 1 | 2 | 243:263    | −20   | 4      |
| 4.    | Belgien     | 3   | 0 | 3 | 184:337    | −153  | 3      |

### Gruppe B
| Platz | Team           | Sp. | S | N | Korbpunkte | Diff. | Punkte |
| ----- | -------------- | --- | - | - | ---------- | ----- | ------ |
| 1.    | Polen          | 3   | 3 | 0 | 200:179    | +21   | 6      |
| 2.    | Italien        | 3   | 2 | 1 | 170:170    | 0     | 5      |
| 3.    | Ungarn         | 3   | 1 | 2 | 161:163    | −2    | 4      |
| 4.    | BR Deutschland | 3   | 0 | 3 | 157:176    | −19   | 3      |

### Gruppe C
| Platz | Team             | Sp. | S | N | Korbpunkte | Diff. | Punkte |
| ----- | ---------------- | --- | - | - | ---------- | ----- | ------ |
| 1.    | Tschechoslowakei | 3   | 3 | 0 | 222:136    | +86   | 6      |
| 2.    | Bulgarien        | 3   | 2 | 1 | 193:198    | −5    | 5      |
| 3.    | Spanien          | 3   | 1 | 2 | 153:197    | −44   | 4      |
| 4.    | Niederlande      | 3   | 0 | 3 | 179:216    | −37   | 3      |

## Zweite Gruppenphase

### Modus
Die beiden ersten Mannschaften jeder Gruppe aus der ersten Gruppenphase qualifizierten sich für die Meisterschaftsgruppe. Als siebte Mannschaft war zusätzlich Gastgeber Frankreich automatisch für die Meisterschaftsgruppe qualifiziert. Die beiden letzten Mannschaften jeder Gruppe aus der ersten Gruppenphase kamen in die Platzierungsgruppe. 
Anmerkung: In beiden Gruppen der zweiten Gruppenphase spielte jede Mannschaft einmal gegen jede andere  aus dieser Gruppe (Rundenturnier). Mannschaften, die bereits in der ersten Gruppenphase aufeinander getroffen waren, nahmen das Ergebnis dieses Spiels aus der ersten Gruppenphase mit in die zweite Gruppenphase.

### Meisterschaftsgruppe
| Platz  | Team             | Sp. | S | N | Korbpunkte | Diff. | Punkte |
| ------ | ---------------- | --- | - | - | ---------- | ----- | ------ |
| Gold   | Sowjetunion      | 6   | 6 | 0 | 536:297    | +239  | 12     |
| Silber | Tschechoslowakei | 6   | 5 | 1 | 374:339    | +35   | 11     |
| Bronze | Bulgarien        | 6   | 3 | 3 | 339:395    | −56   | 9      |
| 4.     | Frankreich       | 6   | 3 | 3 | 343:351    | −8    | 9      |
| 5.     | Jugoslawien      | 6   | 2 | 4 | 396:444    | −48   | 8      |
| 6.     | Polen            | 6   | 1 | 5 | 380:456    | −76   | 7      |
| 7.     | Italien          | 6   | 1 | 5 | 327:413    | −86   | 7      |

### Platzierungsgruppe
| Platz | Team           | Sp. | S | N | Korbpunkte | Diff. | Punkte |
| ----- | -------------- | --- | - | - | ---------- | ----- | ------ |
| 8.    | Ungarn         | 5   | 5 | 0 | 346:282    | +64   | 10     |
| 9.    | Rumänien       | 5   | 4 | 1 | 403:305    | +98   | 9      |
| 10.   | Spanien        | 5   | 2 | 3 | 293:303    | −10   | 7      |
| 11.   | Niederlande    | 5   | 2 | 3 | 311:325    | −14   | 7      |
| 12.   | Belgien        | 5   | 1 | 4 | 287:403    | −116  | 6      |
| 13.   | BR Deutschland | 5   | 1 | 4 | 283:302    | −22   | 6      |